# Viajar contigo
«Viajar contigo» es una canción interpretada por el cantautor español Álex Ubago, incluida en su tercer álbum de estudio Aviones de cristal (2006) y lanzado como el primer sencillo oficial de este mismo.
La letra habla de una relación que puede nacer y prosperar en un futuro.

## Historia
También la canción ocupó los primeros lugares en las listas de México y España. Además está incluida en otros discos de éxitos del artista.
El videoclip fue filmado en Msdrid bajo la dirección de Rafa Sañudo y la productora musical Raro, S.L.

## Posiciones
| Listas (2006)                                | Posición |
| -------------------------------------------- | -------- |
| Argentina (Top 100 Charts)                   | 44       |
| Argentina (Top 20)                           | 4        |
| España Los 40 Principales                    | 15       |
| Estados Unidos (Billboard Latin Pop Airplay) | 21       |
| México (Monitor Latino)                      | 76       |

## Certificaciones
| País   | Organismo certificador | Certificación | Ventas certificadas | Ref.   |
| ------ | ---------------------- | ------------- | ------------------- | ------ |
| España | PROMUSICAE             | 3X Oro        | 65,000              |        |
| México | AMPROFON               | 2X Oro        | 50,000              | [ 10 ] |